# Calvert (Anglia)
Calvert – przysiółek w Anglii, w hrabstwie Buckinghamshire. Leży 10,1 km od miasta Buckingham, 17 km od miasta Aylesbury i 77,5 km od Londynu. W 2015 miejscowość liczyła 1491 mieszkańców.